# Męcidół
Męcidół (pot. Mącidół, niem. Mummelsort) – kolonia w Polsce położona w województwie zachodniopomorskim, w powiecie drawskim, w gminie Złocieniec
W latach 1975–1998 miejscowość administracyjnie należała do województwa koszalińskiego.
W roku 2007 kolonia liczyła 10 mieszkańców.
Miejscowość wchodzi w skład sołectwa Warniłęg.

## Geografia
Kolonia leży ok. 2,3 m na południowy wschód od Warniłęga, nad brzegiem jeziora Drawsko.